# Капітуляція (відмова від юрисдикції)
Капітуля́ція (від лат. caput — повний, капітальний) — двостороння угода або одностороння декларація, згідно з якою суверенна держава відмовляється від юрисдикції у своїх кордонах над підданими іноземної держави. Згідно з капітуляцією, іноземні суб'єкти отримують правовий імунітет у всіх або частині цивільних і кримінальних справ від юрисдикції судів та інших державних установ у державі, яка здійснює капітуляцію.

## Історія
Режим капітуляцій отримав своє найменування від грамот (капітуляцій), якими Османська імперія, зацікавлена у розвитку зовнішньоторговельних зв'язків, починаючи з другої половини XV століття надавала пільги громадянам (підданим) низки європейських держав (Генуї, Венеції, Франції, Англії, Нідерландів). З кінця XVIII століття режим капітуляцій надавався Османською імперією іноземним державам на договірних засадах.
У XVIII — першій половині XIX століть європейські держави та США нав'язали аналогічний режим Ірану, Китаю, Японії та ряду інших держав.
На Берлінському конгресі 1878 режим капітуляцій був скасований у більшості балканських держав, що звільнилися з-під османської влади, а пізніше — також в Албанії, Триполітанії та на Криті. Загалом процес ліквідації режиму капітуляцій почався в 1920-х роках в результаті підйому національно-визвольного руху в країнах Сходу.
Остаточне звільнення Туреччини від режиму капітуляцій було закріплене мирним договором Лозаннським 1923 року. Незабаром після цього він був скасований у Сіамі (сучасний Таїланд) та Ірані. У тій чи іншій формі режим капітуляцій проіснував у Китаї до 1947 року, в Єгипті — до 1949, у Марокко — до 1956, у Кувейті — до 1961, у Маскаті та Омані — до 1967, у Катарі та ОАЕ — до 1971 року.

## Приклади

### Османські капітуляції
В Османській імперії капітуляціями називались договори, які укладались між Портою та іншими державами і надавали права іноземцям, які проживали на території Османської імперії, підпорядковуватись законам своїх країн, а не законам Османської імперії.
У IX столітті халіф Гарун ар-Рашид надав гарантії та комерційні можливості франкам, підданим імператора Карла Великого, які повинні відвідати Схід з дозволу свого імператора. Після розпаду Франкської імперії подібні поступки були зроблені деяким практично незалежним італійським містам-державам, які виросли на її руїнах. Так, у 1098 році князь Антіохії надав грамоту такого характеру місту Генуї; король Єрусалиму поширив такий же привілей на Венецію в 1123 році і на Марсель в 1136 році. Салах ед Дін, султан Вавилону (сучасний Каїр), надав грамоту місту Пізі в 1173 році. Візантійські імператори наслідували цей приклад, і також надали капітуляції Генуї, Пізі та Венеції.
Пояснення цієї практики можна знайти в тому, що в ті століття суверенітет держави поширювався лише на її підданих; іноземці були позбавлені її прав та обов'язків. Привілей громадянства вважався надто дорогоцінним, щоб його поширювати на іноземців, які довгий час перебували в іноземних країнах фактично поза законом. Але коли кількість, багатство та влада іноземців, які проживають в державі, стали занадто великими, було визнано, що важливо щоб вони підпорядковувались якомусь закону і вважалося, що цей закон повинен бути їхнім власним. Коли османська влада замінила візантійських імператори, система, яка вже існувала, була продовжена; різним немусульманським народам була дозволена напівавтономія у питаннях, що стосувалися їхнього особистого статусу, а генуезці Галати були підтверджені їхніми привілеями.
Першою капітуляцією, укладеною з іноземною державою, була капітуляція 1535 року, надана Франції. Османська імперія тоді була на піку своєї могутності, а Франциск I незадовго до цього зазнав катастрофічної поразки в битві при Павії. Його єдина надія на допомогу покладалася на Сулеймана I. Звернення до Сулеймана на ґрунті спільного інтересу Франції та Порти в подоланні влади імператора Карла V увінчалося успіхом, і в 1536 р. були підписані капітуляції. Вони становили торговий договір і договір, який дозволяв французам перебувати на землях Османської імперії та визначав юрисдикцію, що поширювалась на них — їм була гарантована особиста і релігійна свобода, король Франції був уповноважений призначати консулів в Порті, консули були визнані компетентними вирішувати цивільні та кримінальні справи французьких підданих в Порті відповідно до французького законодавства, і консули можуть звертатися до офіцерів султана за їх допомогою у виконанні вироків. Цю, першу з капітуляцій, можна розглядати як прототип її наступників. П'ять років потому подібні капітуляції були укладені з Венецією і більшістю інших європейських держав, а в 1830 році і з Сполученими Штатами, наслідували її приклад. Спочатку договори були лише з діючим султаном, але з часом вони були продовжені на невизначений термін.
Англійські капітуляції датуються 1569 р. і забезпечували для англійців такий самий режим, як і для французів та венеційців. Вони були переглянуті в 1675 році, і відтоді стали безстроковими.

### Внутрішньоєвропейські капітуляції
Договір 1641 року між Нідерландами та Португалією містить першу європейську формулу капітуляції. Кромвель продовжував політику комерційних договорів частково для того, щоб отримати офіційне визнання Англійської республіки з боку іноземних держав. Його договір 1654 року зі Швецією містить першу взаємну формулу найбільшого сприяння: стаття IV передбачає, що люди, піддані та жителі одного з конфедератів мають і володітимуть у країнах, землях, домініонах і королівствах іншого як повні та широкі привілеї, і стільки виключень, імунітетів і свобод, скільки має або має будь-який іноземець у домініонах і королівствах згаданого конфедерата. Після реставрації королівської влади, уряд замінив і розширив механізми, які існували за часів Протекторату Кромвеля новими угодами. Збереглася загальна політика часів Англійської республіки з подальшими положеннями щодо колоніальної торгівлі. У новому договорі 1661 року зі Швецією закріплювалися привілеї, якими кожен іноземець мав користуватися у домініонах і королівствах з обох сторін.

### Капітуляції Швейцарії
Капітуляції між монархами Франції і Швейцарськими кантонами, не дивлячись на схожість назви мали іншу правову природу, хоча також включали статті про імунітет від французького законодавства.
Широке використання королями Франції швейцарських найманців між 1444 і 1792 роками регулювалося відповідними контрактами. Укладені між французькою монархією та окремими швейцарськими кантонами чи дворянськими родинами, ці документи були відомі як «капітуляції» через стандартний формат, який передбачав поділ документа на капітули (глави). Незважаючи на різні деталі, звичайна угода охоплювала такі зобов'язання, як кількість солдатів, які мають бути надані, виплати чи інші пільги, а також імунітет від французького законодавства.